# Vetenskapsåret 1952

## Händelser

### Arkeologi
- 26 april – Fornfyndet Grauballemannen (ca 2300 år)[1] hittas, nära Silkeborg i Jylland Danmark
- 5 juni - Resterna av ett vikingaskepp hittas nära Boston.

### Astronomi
- 19-26 juli - Över Washington DC rapporteras en UFO-våg som syns på radar.[2]

### Biologi
- 1 augusti - Vulkanutbrott på ön San Benedicto väster om Mexiko leder till utrotningen av en tättingart som hade sin enda lokal där.
- 20 september -  Hershey-Chase-experimentet publiceras, och visar att DNA, inte protein, är det genetiska materialet hos bakteriofags.[3]

### Fysik
- 1 november - USA provspränger den första vätebomben vid ön Eniwetok i Bikiniatollen.

### Medicin
- 6 februari - Ett konstgjort hjärta används för första gången i USA. [4]

### Teknik
- Okänt datum - TetraPak lanserar den första dryckesförpackningen av kartong.

## Pristagare
- Brinellmedaljen: Axel Hultgren
- Copleymedaljen: Paul Dirac
- Darwinmedaljen: John Burden Sanderson Haldane
- Ingenjörsvetenskapsakademien utdelar Stora guldmedaljen till Gustaf VI Adolf
- Nobelpriset: [5]
  - Fysik: Felix Bloch, E M Purcell
  - Kemi:  Archer Martin, Richard Synge
  - Fysiologi/Medicin: Selman A. Waksman
- Penrosemedaljen: George Gaylord Simpson
- Sylvestermedaljen: Abram Samoilovitch Besicovitch
- Wollastonmedaljen: Herbert Harold Read [6]

## Födda
- 1 februari – Roger Tsien, kinesisk-amerikansk biokemist, nobelpristagare.
- 9 november – Jack Szostak, amerikansk biolog, nobelpristagare.
- Okänt datum – Venkatraman Ramakrishnan, indisk-amerikansk fysiker och biokemist, nobelpristagare.

## Avlidna
- 4 mars – Charles Sherrington, brittisk bakteriologer, nobelpristagare.
- 2 november – Chaim Weizmann (född 1874), kemist, Israels förste president.

### Fotnoter
1. ↑   Grauballemanden, Danmarks Nationalleksikon /lex.dk (läst 31 juli 2025)
2. ↑  Gross, Patrick (9 juni 2005). ”The Washington D.C UFO flap of 1952”. Arkiverad från originalet den 28 oktober 2007. https://web.archive.org/web/20071028130037/http://www.ufologie.net/htm/usa1952.htm. Läst 13 oktober 2007.
3. ↑  Hershey, A. D. and Martha Chase (2 augusti 1952). ”Independent Functions of Viral Protein and Nucleic Acid in Growth of Bacteriophage”. J. Gen. Physiol. "36" (1):  ss. 39–56.
4. ↑  Anonymous. ”The First Mechanical Heart Pump”. GeneralMotors.com. Arkiverad från originalet den 15 maj 2009. https://web.archive.org/web/20090515235319/http://wiki.gmnext.com/wiki/index.php/1952%2C_The_First_Mechanical_Heart_Pump. Läst 29 december 2009.
5. ↑  ”Nobelpriset”. http://nobelprize.org/nobel_prizes/lists/all/index.html. Läst 10 april 2011.
6. ↑  ”Geological Society”. Arkiverad från originalet den 5 juni 2011. https://web.archive.org/web/20110605102217/http://www.geolsoc.org.uk/gsl/society/history/page750.html. Läst 14 april 2011.